# Der Luftkrieg der Zukunft
Der Luftkrieg der Zukunft ist ein britischer Science-Fiction-Spielfilm von Walter R. Booth aus dem Jahre 1909.

## Handlung
Eine Luftschiffflotte greift England an und bombardiert u. a. ein gepanzertes Fahrzeug und eine Stadt. Zur Abwehr konstruiert ein Erfinder mit Hilfe seines Assistenten eine Rakete. Ein Doppeldecker versucht eines der Luftschiffe abzuschießen, wird jedoch dabei zerstört.
Eine der Luftschiffbomben trifft das Haus der Geliebten des Erfinders. Er rettet sie und zerstört eines der Luftschiffe mit seiner Rakete.

## Produktion
Regisseur Booth war ein professioneller Zauberer und früher Trickfilmspezialist. Für den Film verwandte er unter anderem eine Scherenschnitttechnik.
Ende 1909 lief diese Produktion unter diesem Titel auch in Österreich-Ungarn an. 1915 wurde der Film aus Anlass des Ersten Weltkriegs und der damit verbundenen deutschen Luftangriffe auf England erneut in den Kinos aufgeführt.

## Kritik
„Eine wunderbare kinematographische Aufnahme zeigt dies grausigschöne Bild nicht nur die Schrecken, die in einem Zukunftskriege die Luftschiffe mit ihren entsetzlich wirkenden Geschossen auf der Erde verbreiten werden, sondern auch den furchtbaren Krieg der Luftschiffe gegeneinander in der Luft. Lufttorpedos zerstören mit wohlgezielten Schüssen die Luftschiffe und in ein Flammenmeer eingehüllt stürzen diese brennend in die Tiefe, auch hierbei Tod und Verderben verbreitend. Dieser Film bedeutet eine Sensation ersten Ranges auf dem Filmmarkt.“